# Selenobrachys philippinus
Selenobrachys philippinus is een spinnensoort uit de familie van de vogelspinnen. De soort komt alleen voor in de Filipijnen.